# Neoserica septemfoliata
Neoserica septemfoliata är en skalbaggsart som beskrevs av Moser 1915. Neoserica septemfoliata ingår i släktet Neoserica och familjen Melolonthidae. Inga underarter finns listade i Catalogue of Life.